# Zostera tasmanica
Zostera tasmanica là một loài thực vật có hoa trong họ Zosteraceae. Loài này được M.Martens ex Asch. miêu tả khoa học đầu tiên năm 1867.